# Bombon
Bombon (Bayan ng Bombon) är en kommun i Filippinerna. Kommunen ligger på ön Luzon, och tillhör provinsen Camarines Sur. Folkmängden uppgår till 16 512 invånare (folkräkning 2015).
Bombon delas in i 8 barangayer.